# Rolf Schnabel
Rolf Schnabel (* 11. Februar 1925 in Marienberg; † 12. April 1999 in Berlin) war ein deutscher Dokumentarfilmer und Drehbuchautor.

## Leben
Der 1925 in Marienberg im Erzgebirge geborene Rolf Schnabel besuchte bis 1939 die Volksschule und lernte von 1940 bis 1943 in den Dessauer Junkers Flugzeug- und Motorenwerken den Beruf eines Metallschleifers. Er beantragte am 31. August 1942 die Aufnahme in die NSDAP und wurde zum 20. April 1943 aufgenommen (Mitgliedsnummer 9.490.942). Im selben Jahr musste er seinen Dienst als Flakhelfer bei der Wehrmacht antreten, der in der Kriegsgefangenschaft endete. Nach dem Ende des Zweiten Weltkriegs wurde er 1946 in seiner Heimatstadt Funktionär der Freien Deutschen Jugend (FDJ), anschließend in Dresden und Berlin, wo er Mitarbeiter und ab 1951 Sekretär, des  Zentralrats der FDJ wurde und wo er ab 1949 auch lebte. Im Jahr 1953 leitete Rolf Schnabel die, aus 900 Jugendlichen bestehende, gesamtdeutsche Delegation zu den IV. Weltfestspielen der Jugend und Studenten in der rumänischen Hauptstadt Bukarest.
Rolf Schnabel verließ 1954 die Jugendorganisation und wurde Mitarbeiter für Information im DEFA-Studio für Wochenschau und Dokumentarfilme, sowie stellvertretender Chefredakteur der DEFA-Wochenschau Der Augenzeuge. Im gleichen Jahr drehte er mit Hochwasser seinen ersten Kurzfilm. Von 1961 bis 1963 war er Chefredakteur des DEFA-Studios und arbeitete von nun an immer öfter an der Fertigung von Kurzfilmen, sei es als Regisseur oder als Drehbuchautor. Von 1963 bis 1966 studierte er an der Parteihochschule „Karl Marx“ der  Sozialistischen Einheitspartei Deutschlands (SED) Gesellschaftswissenschaften, die er mit Diplom abschloss. Daraufhin wurde er für zwei Jahre Direktor des DEFA-Studios für Wochenschau und Dokumentarfilme. Von 1971 bis 1989 war er im DEFA-Studio für Kurzfilme ehrenamtlich als SED-Parteisekretär tätig. Mit seinen politischen Ansichten verstand er sich als Propagandist für die offizielle Politik der DDR.
Rolf Schnabel verstarb 1999 im Alter von 74 Jahren in Berlin.

## Filmografie
- 1960: Die Fensterputzerserenade
- 1961: Gelöbnis von Sachsenhausen
- 1974: Leute vom Bau
- 1974: Weggefährten – Begegnungen im 25. Jahr der DDR
- 1975: Berlin – Hauptstadt der DDR 1974 (Mit Christian Klemke)
- 1976: Sonnabend, Sonntag in Berlin, Hauptstadt der DDR
- 1983: Ich war ja auch wer

## Auszeichnungen
- 1955: Heinrich-Greif-Preis 1. Klasse für den Augenzeugen (im Kollektiv)
- 1974: Kunstpreis der DDR für den Film: Wer die Erde liebt (im Kollektiv)[6]
- 1975: Kunstpreis des FDGB (im Kollektiv)[7]
- 1977: Vaterländischer Verdienstorden in Silber[8]
- 1979: Nationalpreis der DDR 2. Klasse für das Gesamtschaffen (im Regisseur-Kollektiv)
- 1984: Ernst-Thälmann-Medaille für den Film: Unser Zeichen ist die Sonne[9]
- 1984: Nationalpreis der DDR 1. Klasse für den Film: Unser Zeichen ist die Sonne (im Kollektiv)[10]
- 1985: Vaterländischer Verdienstorden in Gold[11]
- Johannes-R.-Becher-Medaille
- Artur-Becker-Medaille